# Josef Ostermayer
Josef Ostermayer (ur. 12 marca 1961 w Schattendorfie) – austriacki polityk, prawnik i urzędnik państwowy, w latach 2008–2013 sekretarz stanu, następnie do 2016 minister.

## Życiorys
W 1985 ukończył socjologię i prawo na Uniwersytecie Wiedeńskim. Pracował jako prawnik stowarzyszenia Mietervereinigung Österreichs, następnie jako urzędnik miejski. Od 2004 do 2006 był dyrektorem generalnym wohnfonds_wien, wiedeńskiego funduszu zajmującego się m.in. rewitalizacją miasta. Zaangażował się w działalność polityczną w ramach Socjaldemokratycznej Partii Austrii. W latach 2007–2008 był szefem gabinetu politycznego ministra transportu, następnie do 2013 sekretarzem stanu w urzędzie kanclerza.
W grudniu 2013 wszedł w skład drugiego rządu Wernera Faymanna jako minister bez teki w urzędzie kanclerza. W marcu 2014 powierzono mu funkcję ministra ds. sztuki i kultury w tym samym gabinecie. Został odwołany z urzędu w maju 2016, dzień po objęciu stanowiska kanclerza przez Christiana Kerna. Zajął się następnie działalnością akademicką na uniwersytecie artystycznym w Wiedniu.